# Alors on danse
Alors on danse is een nummer uit 2009 van de Belgische rapper Stromae. Het vertelt het verhaal van iemand die een leven vol stress leidt en die nood heeft aan ontspanning.

## Geschiedenis
"Alors on danse" werd geschreven in 2009. Nadat het in het najaar van 2009 de nummer 10-positie in de Waalse Ultratop 40 had bereikt, werd het in het voorjaar van 2010 ook in de rest van Europa uitgebracht. Op 16 april 2010 was deze single Dancesmash op Radio 538. In de Nederlandse Single Top 100, de Nederlandse Top 40, de Mega Top 50 en de Vlaamse Ultratop 50 kwam het nummer in mei 2010 op nummer 1 terecht. Ook in andere Europese landen werd de single een top 3-hit.

## Videoclip
De clip werd opgenomen in België in 2009. In de clip wordt Stromae getoond op twee geheel verschillende plaatsen. Eerst is hij op zijn werk en ziet hij er moe uit. Iemand legt documenten op tafel en de muziek begint. Vervolgens is Stromae buiten te zien en keert hij terug naar huis, waar zijn vrouw hem slaat en hem buiten laat staan. Daarna komt een man hem halen en vertrekken ze naar een bar. Daar brengt Stromae er op zijn eigen manier de sfeer in. Hierna valt hij flauw op het poduim waar hij aan het optreden was en wordt hij teruggesleept naar zijn kantoor en eindigt de video.

## Remix
Nadat de single uitgebracht was, volgden er vele officieuze remixes, waaronder die van InZzane Handy y Kapz. Een andere remix werd gemaakt in samenwerking met Kanye West en Gilbere Forte.

## Hitnoteringen

### Nederlandse Top 40
| Hitnotering: 01-05-2010 t/m 04-09-2010 | Hitnotering: 01-05-2010 t/m 04-09-2010 | Hitnotering: 01-05-2010 t/m 04-09-2010 | Hitnotering: 01-05-2010 t/m 04-09-2010 | Hitnotering: 01-05-2010 t/m 04-09-2010 | Hitnotering: 01-05-2010 t/m 04-09-2010 | Hitnotering: 01-05-2010 t/m 04-09-2010 | Hitnotering: 01-05-2010 t/m 04-09-2010 | Hitnotering: 01-05-2010 t/m 04-09-2010 | Hitnotering: 01-05-2010 t/m 04-09-2010 | Hitnotering: 01-05-2010 t/m 04-09-2010 | Hitnotering: 01-05-2010 t/m 04-09-2010 | Hitnotering: 01-05-2010 t/m 04-09-2010 | Hitnotering: 01-05-2010 t/m 04-09-2010 | Hitnotering: 01-05-2010 t/m 04-09-2010 | Hitnotering: 01-05-2010 t/m 04-09-2010 | Hitnotering: 01-05-2010 t/m 04-09-2010 | Hitnotering: 01-05-2010 t/m 04-09-2010 | Hitnotering: 01-05-2010 t/m 04-09-2010 | Hitnotering: 01-05-2010 t/m 04-09-2010 | Hitnotering: 01-05-2010 t/m 04-09-2010 |
| Week:                                  | 1                                      | 2                                      | 3                                      | 4                                      | 5                                      | 6                                      | 7                                      | 8                                      | 9                                      | 10                                     | 11                                     | 12                                     | 13                                     | 14                                     | 15                                     | 16                                     | 17                                     | 18                                     | 19                                     |                                        |
| -------------------------------------- | -------------------------------------- | -------------------------------------- | -------------------------------------- | -------------------------------------- | -------------------------------------- | -------------------------------------- | -------------------------------------- | -------------------------------------- | -------------------------------------- | -------------------------------------- | -------------------------------------- | -------------------------------------- | -------------------------------------- | -------------------------------------- | -------------------------------------- | -------------------------------------- | -------------------------------------- | -------------------------------------- | -------------------------------------- | -------------------------------------- |
| Positie:                               | 8                                      | 1                                      | 1                                      | 1                                      | 1                                      | 1                                      | 1                                      | 1                                      | 1                                      | 2                                      | 4                                      | 6                                      | 7                                      | 7                                      | 10                                     | 11                                     | 14                                     | 26                                     | 40                                     | uit                                    |

### Mega Top 50
| Hitnotering: 17-04-2010 t/m 11-09-2010 | Hitnotering: 17-04-2010 t/m 11-09-2010 | Hitnotering: 17-04-2010 t/m 11-09-2010 | Hitnotering: 17-04-2010 t/m 11-09-2010 | Hitnotering: 17-04-2010 t/m 11-09-2010 | Hitnotering: 17-04-2010 t/m 11-09-2010 | Hitnotering: 17-04-2010 t/m 11-09-2010 | Hitnotering: 17-04-2010 t/m 11-09-2010 | Hitnotering: 17-04-2010 t/m 11-09-2010 | Hitnotering: 17-04-2010 t/m 11-09-2010 | Hitnotering: 17-04-2010 t/m 11-09-2010 | Hitnotering: 17-04-2010 t/m 11-09-2010 | Hitnotering: 17-04-2010 t/m 11-09-2010 | Hitnotering: 17-04-2010 t/m 11-09-2010 | Hitnotering: 17-04-2010 t/m 11-09-2010 | Hitnotering: 17-04-2010 t/m 11-09-2010 | Hitnotering: 17-04-2010 t/m 11-09-2010 | Hitnotering: 17-04-2010 t/m 11-09-2010 | Hitnotering: 17-04-2010 t/m 11-09-2010 | Hitnotering: 17-04-2010 t/m 11-09-2010 | Hitnotering: 17-04-2010 t/m 11-09-2010 | Hitnotering: 17-04-2010 t/m 11-09-2010 | Hitnotering: 17-04-2010 t/m 11-09-2010 | Hitnotering: 17-04-2010 t/m 11-09-2010 | Hitnotering: 17-04-2010 t/m 11-09-2010 |
| Week:                                  | 1                                      | 2                                      | 3                                      | 4                                      | 5                                      | 6                                      | 7                                      | 8                                      | 9                                      | 10                                     | 11                                     | 12                                     | 13                                     | 14                                     | 15                                     | 16                                     | 17                                     | 18                                     | 19                                     | 20                                     | 21                                     | 22                                     |                                        |                                        |
| -------------------------------------- | -------------------------------------- | -------------------------------------- | -------------------------------------- | -------------------------------------- | -------------------------------------- | -------------------------------------- | -------------------------------------- | -------------------------------------- | -------------------------------------- | -------------------------------------- | -------------------------------------- | -------------------------------------- | -------------------------------------- | -------------------------------------- | -------------------------------------- | -------------------------------------- | -------------------------------------- | -------------------------------------- | -------------------------------------- | -------------------------------------- | -------------------------------------- | -------------------------------------- | -------------------------------------- | -------------------------------------- |
| Positie:                               | 10                                     | 1                                      | 1                                      | 1                                      | 1                                      | 1                                      | 2                                      | 1                                      | 1                                      | 3                                      | 4                                      | 3                                      | 6                                      | 6                                      | 9                                      | 12                                     | 14                                     | 19                                     | 21                                     | 25                                     | 32                                     | 33                                     | uit                                    |                                        |

### NederlandseSingle Top 100
| Hitnotering: 17-04-2010 t/m 30-10-2010 | Hitnotering: 17-04-2010 t/m 30-10-2010 | Hitnotering: 17-04-2010 t/m 30-10-2010 | Hitnotering: 17-04-2010 t/m 30-10-2010 | Hitnotering: 17-04-2010 t/m 30-10-2010 | Hitnotering: 17-04-2010 t/m 30-10-2010 | Hitnotering: 17-04-2010 t/m 30-10-2010 | Hitnotering: 17-04-2010 t/m 30-10-2010 | Hitnotering: 17-04-2010 t/m 30-10-2010 | Hitnotering: 17-04-2010 t/m 30-10-2010 | Hitnotering: 17-04-2010 t/m 30-10-2010 | Hitnotering: 17-04-2010 t/m 30-10-2010 | Hitnotering: 17-04-2010 t/m 30-10-2010 | Hitnotering: 17-04-2010 t/m 30-10-2010 | Hitnotering: 17-04-2010 t/m 30-10-2010 | Hitnotering: 17-04-2010 t/m 30-10-2010 |
| Week:                                  | 1                                      | 2                                      | 3                                      | 4                                      | 5                                      | 6                                      | 7                                      | 8                                      | 9                                      | 10                                     | 11                                     | 12                                     | 13                                     | 14                                     | 15                                     |
| -------------------------------------- | -------------------------------------- | -------------------------------------- | -------------------------------------- | -------------------------------------- | -------------------------------------- | -------------------------------------- | -------------------------------------- | -------------------------------------- | -------------------------------------- | -------------------------------------- | -------------------------------------- | -------------------------------------- | -------------------------------------- | -------------------------------------- | -------------------------------------- |
| Positie:                               | 13                                     | 1                                      | 1                                      | 1                                      | 1                                      | 1                                      | 2                                      | 2                                      | 2                                      | 6                                      | 6                                      | 4                                      | 9                                      | 9                                      | 5                                      |
| Week:                                  | 16                                     | 17                                     | 18                                     | 19                                     | 20                                     | 21                                     | 22                                     | 23                                     | 24                                     | 25                                     | 26                                     | 27                                     | 28                                     | 29                                     |                                        |
| Positie:                               | 9                                      | 9                                      | 13                                     | 22                                     | 21                                     | 25                                     | 38                                     | 45                                     | 47                                     | 45                                     | 55                                     | 60                                     | 73                                     | 76                                     | uit                                    |

### VlaamseUltratop 50
| Hitnotering: (Week 1 t/m 30) 17-04-2010 t/m 06-11-2010 Hitnotering: (Week 31) 20-11-2010 Hitnotering: (Week 32 t/m 41) 18-12-2010 t/m 19-02-2011 Hitnotering: (Week 42) 12-03-2011 | Hitnotering: (Week 1 t/m 30) 17-04-2010 t/m 06-11-2010 Hitnotering: (Week 31) 20-11-2010 Hitnotering: (Week 32 t/m 41) 18-12-2010 t/m 19-02-2011 Hitnotering: (Week 42) 12-03-2011 | Hitnotering: (Week 1 t/m 30) 17-04-2010 t/m 06-11-2010 Hitnotering: (Week 31) 20-11-2010 Hitnotering: (Week 32 t/m 41) 18-12-2010 t/m 19-02-2011 Hitnotering: (Week 42) 12-03-2011 | Hitnotering: (Week 1 t/m 30) 17-04-2010 t/m 06-11-2010 Hitnotering: (Week 31) 20-11-2010 Hitnotering: (Week 32 t/m 41) 18-12-2010 t/m 19-02-2011 Hitnotering: (Week 42) 12-03-2011 | Hitnotering: (Week 1 t/m 30) 17-04-2010 t/m 06-11-2010 Hitnotering: (Week 31) 20-11-2010 Hitnotering: (Week 32 t/m 41) 18-12-2010 t/m 19-02-2011 Hitnotering: (Week 42) 12-03-2011 | Hitnotering: (Week 1 t/m 30) 17-04-2010 t/m 06-11-2010 Hitnotering: (Week 31) 20-11-2010 Hitnotering: (Week 32 t/m 41) 18-12-2010 t/m 19-02-2011 Hitnotering: (Week 42) 12-03-2011 | Hitnotering: (Week 1 t/m 30) 17-04-2010 t/m 06-11-2010 Hitnotering: (Week 31) 20-11-2010 Hitnotering: (Week 32 t/m 41) 18-12-2010 t/m 19-02-2011 Hitnotering: (Week 42) 12-03-2011 | Hitnotering: (Week 1 t/m 30) 17-04-2010 t/m 06-11-2010 Hitnotering: (Week 31) 20-11-2010 Hitnotering: (Week 32 t/m 41) 18-12-2010 t/m 19-02-2011 Hitnotering: (Week 42) 12-03-2011 | Hitnotering: (Week 1 t/m 30) 17-04-2010 t/m 06-11-2010 Hitnotering: (Week 31) 20-11-2010 Hitnotering: (Week 32 t/m 41) 18-12-2010 t/m 19-02-2011 Hitnotering: (Week 42) 12-03-2011 | Hitnotering: (Week 1 t/m 30) 17-04-2010 t/m 06-11-2010 Hitnotering: (Week 31) 20-11-2010 Hitnotering: (Week 32 t/m 41) 18-12-2010 t/m 19-02-2011 Hitnotering: (Week 42) 12-03-2011 | Hitnotering: (Week 1 t/m 30) 17-04-2010 t/m 06-11-2010 Hitnotering: (Week 31) 20-11-2010 Hitnotering: (Week 32 t/m 41) 18-12-2010 t/m 19-02-2011 Hitnotering: (Week 42) 12-03-2011 | Hitnotering: (Week 1 t/m 30) 17-04-2010 t/m 06-11-2010 Hitnotering: (Week 31) 20-11-2010 Hitnotering: (Week 32 t/m 41) 18-12-2010 t/m 19-02-2011 Hitnotering: (Week 42) 12-03-2011 | Hitnotering: (Week 1 t/m 30) 17-04-2010 t/m 06-11-2010 Hitnotering: (Week 31) 20-11-2010 Hitnotering: (Week 32 t/m 41) 18-12-2010 t/m 19-02-2011 Hitnotering: (Week 42) 12-03-2011 | Hitnotering: (Week 1 t/m 30) 17-04-2010 t/m 06-11-2010 Hitnotering: (Week 31) 20-11-2010 Hitnotering: (Week 32 t/m 41) 18-12-2010 t/m 19-02-2011 Hitnotering: (Week 42) 12-03-2011 | Hitnotering: (Week 1 t/m 30) 17-04-2010 t/m 06-11-2010 Hitnotering: (Week 31) 20-11-2010 Hitnotering: (Week 32 t/m 41) 18-12-2010 t/m 19-02-2011 Hitnotering: (Week 42) 12-03-2011 | Hitnotering: (Week 1 t/m 30) 17-04-2010 t/m 06-11-2010 Hitnotering: (Week 31) 20-11-2010 Hitnotering: (Week 32 t/m 41) 18-12-2010 t/m 19-02-2011 Hitnotering: (Week 42) 12-03-2011 | Hitnotering: (Week 1 t/m 30) 17-04-2010 t/m 06-11-2010 Hitnotering: (Week 31) 20-11-2010 Hitnotering: (Week 32 t/m 41) 18-12-2010 t/m 19-02-2011 Hitnotering: (Week 42) 12-03-2011 |
| Week: | 1 | 2 | 3 | 4 | 5 | 6 | 7 | 8 | 9 | 10 | 11 | 12 | 13 | 14 | 15 | 16 |
| --- | --- | --- | --- | --- | --- | --- | --- | --- | --- | --- | --- | --- | --- | --- | --- | --- |
| Positie: | 35 | 15 | 2 | 1 | 1 | 1 | 2 | 3 | 2 | 1 | 2 | 2 | 3 | 3 | 3 | 3 |
| Week: | 17 | 18 | 19 | 20 | 21 | 22 | 23 | 24 | 25 | 26 | 27 | 28 | 29 | 30 | | 31 |
| Positie: | 5 | 5 | 7 | 13 | 14 | 15 | 22 | 21 | 29 | 39 | 39 | 36 | 47 | 36 | uit | 47 |
| Week: | | 32 | 33 | 34 | 35 | 36 | 37 | 38 | 39 | 40 | 41 | | 42 | | | |
| Positie: | uit | 40 | 20 | 22 | 12 | 9 | 13 | 20 | 36 | 41 | 40 | uit | 49 | uit | | |

### NPO Radio 2 Top 2000
| Nummer met noteringen in de NPO Radio 2 Top 2000 | '14 | '15 | '16  | '17  | '18  | '19  | '20 | '21 | '22 | '23 | '24 |
| ------------------------------------------------ | --- | --- | ---- | ---- | ---- | ---- | --- | --- | --- | --- | --- |
| Alors on danse                                   | 572 | 797 | 1145 | 1137 | 1113 | 1065 | 941 | 690 | 566 | 703 | 685 |

1. ↑  Een vetgedrukt getal geeft de hoogste notering aan.
2. ↑  2014 was het eerste jaar met een notering voor dit nummer.